# سیپروکونازول
سیپروکونازول (انگلیسی: Cyproconazole) یک قارچ‌کش کشاورزی از دسته آزول‌ها است که در محصولات غلات، قهوه، چغندرقند، درختان میوه و انگور، در مزارع چمنزار و زمین‌های گلف و روی چوب به عنوان نگهدارنده استفاده می‌شود.